# Казамарина I (Казерта)
Казамарина I је насеље у Италији у округу Казерта, региону Кампанија.
Према процени из 2011. у насељу је живело 227 становника. Насеље се налази на надморској висини од 61 м.